# Richard Strauss und seine Heldinnen
Richard Strauss und seine Heldinnen ist ein Dokumentarfilm von Thomas von Steinaecker produziert von Studio.TV.Film, in Koproduktion mit dem SRF, der im deutschen Fernsehen auf 3sat am 12. April 2014 um 22:55 Uhr ausgestrahlt wurde.

## Handlung
Der Filmemacher sieht das Leben des Richard Strauss von starken Frauen bestimmt. Sowohl seine Ehefrau, die Sopranistin Pauline de Ahna, die er 1894 unter Missbilligung seiner Eltern heiratet, als auch Protagonistinnen seiner Opern wie Elektra oder Salome sind kraftvolle Persönlichkeiten. So reicht seine Frau sofort die Scheidung ein, als ein zweideutiger Brief einer Verehrerin von Strauss ihn als untreu diskreditiert. Der ‚Tanz der sieben Schleier‘ in der Oper ‚Salome‘ entfacht bei seiner Uraufführung 1905 wegen seiner erotischen Wirkung einen Skandal. Der Film beschreibt die Frauenfiguren in seinen Werken als selbstbewusst, verführerisch und kokett, aber auch als antike Heldinnen, die vor Bluttaten nicht zurückschrecken. Strauss beweist Risikofreude, erkundet Grenzen und ist stets, wie von seiner streitbaren Frau Pauline, von Gegensätzen angezogen. Letzteres spiegelt sich auch in seiner Arbeit mit Hugo von Hofmannsthal wider, der ihm als künstlerischem Gegenpol u. a. das Libretto zu seiner berühmten Oper ‚Der Rosenkavalier‘ schreibt.
Die beiden Weltkriege gehen an Strauss nicht spurlos vorbei. Die Hinwendung zum Abstrakten in der Kunst überschattet  seine Wirkkraft als Komponist und auch die sich verändernde Rolle der Frau in den 1910er und 20er Jahren hat Einfluss auf die damalige Strauss-Rezeption. Nach der Machtergreifung der Nazis gelangt Strauss aber zu neuem Ruhm. Mit über 70 Jahren wird er zum Präsidenten der Reichsmusikkammer ernannt und gilt wieder als der wichtigste deutsche Komponist. Trotz seines Mitläufertums gerät er aber auch unter den Nazis an seine Grenzen. Die Zusammenarbeit mit dem jüdischen Dichter Stefan Zweig sieht Goebbels nicht gern und entzieht ihm nicht nur den Posten in der Reichsmusikkammer. Strauss wird zur Persona non grata. Der Film zitiert einen Brief an Zweig, in dem Strauss schreibt, dass er die Menschen nicht nach ihrer Rasse, sondern nach Talent einteile und dass das Volk für ihn erst in dem Moment existiere, wo es zum Publikum werde. Auch das Schicksal der Familie seiner jüdischen Schwiegertochter Alice geht Strauss nahe. Wieder bekommt eine Frau große Bedeutung in seinem Leben. Wie Pauline bietet Alice Strauss ihm einen Halt in der schwierigen Zeit und verschreibt sich außerdem dem Aufbau eines Strauss-Archivs. Ihre Großmutter kann Strauss trotz seiner Prominenz aus dem KZ Theresienstadt nicht retten.
Der Dokumentarfilm schließt ab mit seinem Werk ‚Metamorphosen‘, mit dem Strauss 1945 ein Stück erschafft, das die verheerenden Zerstörungen der Nazis thematisiert und seine Trauer über deren Terror ausdrückt. Nachdem auch er sein Vermögen durch den Krieg verliert, ist er wieder gezwungen Konzerte zu geben und erfährt nach Kriegsende nochmal eine kleine Erfolgswelle seiner alten Stücke. ‚Der Rosenkavalier‘ ist besonders beliebt in der Nachkriegszeit.
Pauline bleibt trotz Eifersucht bei ihrem Mann und zieht Sohn Franz groß. Sie gibt nicht nur ihre Karriere als Sopranistin auf, sondern begleitet Strauss als seine ärgste Kritikerin und treuste Geliebte über 55 Jahre. Der Film beschreibt seine erste und seine letzte Komposition, ‚Vier Lieder‘ und ‚Vier letzte Lieder‘, die er seiner Frau widmet, als seine Schönsten.
Im Film kommt nicht nur der letzte noch lebende Enkel von Strauss zu Wort, der das Familienleben im Hause Strauss noch selbst miterlebte, sondern unter anderem auch die großen Strauss-Sängerinnen Renée Fleming, Brigitte Fassbaender und Christa Ludwig, die von ihren Strauss-Paraderollen berichten.

## Auszeichnungen
Richard Strauss  und seine Heldinnen wurde mit dem International Classical Music Awards (ICMA) 2015 in der Kategorie „DVD Documentaries“ ausgezeichnet.